# Léa Buet
Léa Buet, née le 20 mars 1989 à Léhon (Côtes-d'Armor), est une judokate française naturalisée sénégalaise.

## Biographie
Elle débute le judo à l'âge de 8 ans à Dinan. Elle intègre la première classe de quatrième sport-étude au collège Anne-de-Bretagne, à Rennes, puis rejoint le pôle France de Poitiers, puis Bordeaux.
Léa Buet évolue par la suite au sein du club de Sainte Geneviève Sports et de l’équipe de France de judo cadets et juniors. En 2007, elle obtient la médaille de bronze aux championnats de France juniors en moins de 52 kg.
Elle arrête la compétition en 2009 et émigre en mars 2012 au Sénégal. La pensionnaire du Dojo Momar Dieng dépose sa demande de naturalisation en décembre 2012. Elle est naturalisée sénégalaise le 13 avril 2015 et dispute sa première compétition sous les couleurs du Sénégal aux Championnats d'Afrique de judo 2015. Elle remporte la même année la médaille de bronze en moins de 57 kg aux Jeux africains de 2015.
Elle met un terme à sa carrière internationale en février 2016, se focalisant sur ses activités associatives.
Après sept ans d'absence, Léa redémarre sa carrière en 2022 avec pour objectif de se qualifier pour les Jeux Olympiques de Paris 2024.

## Palmarès

### Compétitions internationales

#### Individuel

##### Jeux africains
- Médaille de bronze dans la catégorie des moins de 57 kg lors des Jeux africains de 2015 à Brazzaville.

##### Championnats d'Afrique
- Cinquième dans la catégorie des moins de 57 kg lors des Championnats d'Afrique 2017 à Antananarivo.

##### Opens africains
- Médaille d'or dans la catégorie des moins de 52 kg à l'African Open de Tunis, en 2023[9].
- Médaille d'argent dans la catégorie des moins de 52 kg à l'African Open de Alger, en 2023
- Médaille d'argent à l'African Open de Luanda, en 2023.
- Septième dans la catégorie des moins de 57 kg lors de l'African Open de Casablanca, en 2017.

##### European Cup
- Médaille d'argent dans la catégorie des moins de 57 kg lors de l'European Cup de Londres, en 2015.
- Septième lors de l'European Cup dans la catégorie des moins de 57 kg de Sindelfingen, en 2015.

#### Équipes
- Médaille d'argent par équipes aux championnats d'Afrique 2022 à Oran.

### Compétitions nationales

#### Championnats de France

##### Individuel
- Médaille d'or dans la catégorie des moins de 52 kg lors du Championnat de France UNSS Cadets, en 2005 à Paris.
- Médaille de bronze dans la catégorie des moins de 52 kg lors du Championnat de France UNSS Juniors, en 2007 à Châtellerault.
- Médaille de bronze dans la catégorie des moins de 52 kg lors Championnat de France Juniors, en 2007 à Paris.
- Cinquième dans la catégorie des moins de 57 kg lors du Championnat de France Universitaire 1ère division, en 2008 à Orléans.
- Cinquième dans la catégorie des moins de 57 kg lors du Championnat de France Juniors, en 2008 à Paris.
- Cinquième dans la catégorie des moins de 52 kg lors du Championnat de France 2ème division Seniors, en 2010 à Paris.

##### Équipes
- Cinquième au championnat de France 1ère division par équipes avec SGS, en 2006 à Paris.

#### Championnats du Sénégal
- Médaille d'or dans la catégorie des moins de 63 kg au Championnat du Sénégal Seniors, en 2014 à Dakar.
- Médaille d'argent dans la catégorie des moins de 57 kg au Championnat du Sénégal Seniors, en 2016 à Ziguinchor.
- Médaille d'or au Championnat du Sénégal Seniors, en 2023 à Dakar.

## Engagements
Membre fondatrice de l'association "Adjimé - partage ta passion" et de Adjimé "MMA Events".
Vice-présidente de MMA Sénégal; Promotrice de combats MMA.